# 전소영
전소영(1990년 6월 19일 ~ )은 대한민국의 방송사 SBS의 전기상캐스터이다.

## 학력
- 2003년 3월 ~ 2006년 2월 여의도중학교 졸업
- 2006년 3월 ~ 2009년 2월 여의도여자고등학교 졸업
- 2009년 3월 ~ 2013년 2월 서강대학교 프랑스문화학, 경영학 학사 졸업
- 2013년 3월 ~ 2019년 8월 서강대학교 대학원 사회학 석사 졸업

## 경력
- 2015년 ~ 2016년 MBN 기상캐스터
- 2016년 4월 ~ 2022년 4월 SBS 기상캐스터 (퇴사)